# ماجراهای دیوانه‌وار خاخام جیکوب
ماجراهای دیوانه‌وار خاخام جیکوب (فرانسوی: Les Aventures de Rabbi Jacob‎) فیلمی در ژانر کمدی به کارگردانی ژرار اوری است که در سال ۱۹۷۳ منتشر شد.

## خلاصه فیلم
"ویکتور پیورت" کارخانه‌دار متعصب و سرسخت فرانسوی است که توسط "محمد لربی" یکی از رهبران شورشی عرب به گروگان گرفته می‌شود. او لباس خاخام‌ها را پوشیده و سعی می‌کند از دست قاتلی که توسط دولت "محمد" فرستاده شده و هم‌چنین پلیس فرار کند...